# Pipistrellus sturdeei
Pipistrellus sturdeei (Thomas, 1915) è un pipistrello della famiglia dei Vespertilionidi endemico di un'isola del Giappone.

## Descrizione

### Dimensioni
Pipistrello di piccole dimensioni, con la lunghezza della testa e del corpo di 37 mm, la lunghezza dell'avambraccio di 30 mm, la lunghezza della coda di 31 mm, la lunghezza del piede di 6 mm e la lunghezza delle orecchie di 7,7 mm.

### Aspetto
Il colore generale del corpo è nerastro. Le orecchie sono relativamente corte e rotonde, con il margine interno arrotondato alla base, mentre quello esterno è diritto all'estremità e leggermente convesso alla base, con un lobo antitragale ben sviluppato. Il trago ha l'estremità arrotondata e un lobo basale triangolare. Le ali sono marroni scure ed attaccate posteriormente alla base delle dita dei piedi. Il calcar ha un piccolo lobo terminale. L'estremità della lunga coda si estende leggermente oltre l'ampio uropatagio.

## Biologia

### Alimentazione
Si nutre di insetti.

## Distribuzione e habitat
Questa specie è conosciuta soltanto da un esemplare femmina catturato probabilmente sull'isola di Haha Jima, nelle Isole Ogasawara alla fine del XIX secolo ed ora conservato presso il Natural History Museum di Londra con numero di catalogo BM(NH) 1891.2.2.3.
Alcuni autori ritengono la località d'origine di questo individuo errata e che probabilmente questa specie non è mai stata presente su alcuna isola del Giappone.

## Conservazione
La IUCN Red List, considerato che questa specie è conosciuta soltanto dall'olotipo e che il suo areale non è ancora ben definito, classifica P.sturdeei come specie con dati insufficienti (DD).